# Quercus trojana
Quercus trojana är en bokväxtart som beskrevs av Philip Barker Webb. Quercus trojana ingår i släktet ekar, och familjen bokväxter.

## Underarter
Arten delas in i följande underarter:
- Q. t. euboica
- Q. t. trojana
- Q. t. yaltirikii

## Bildgalleri

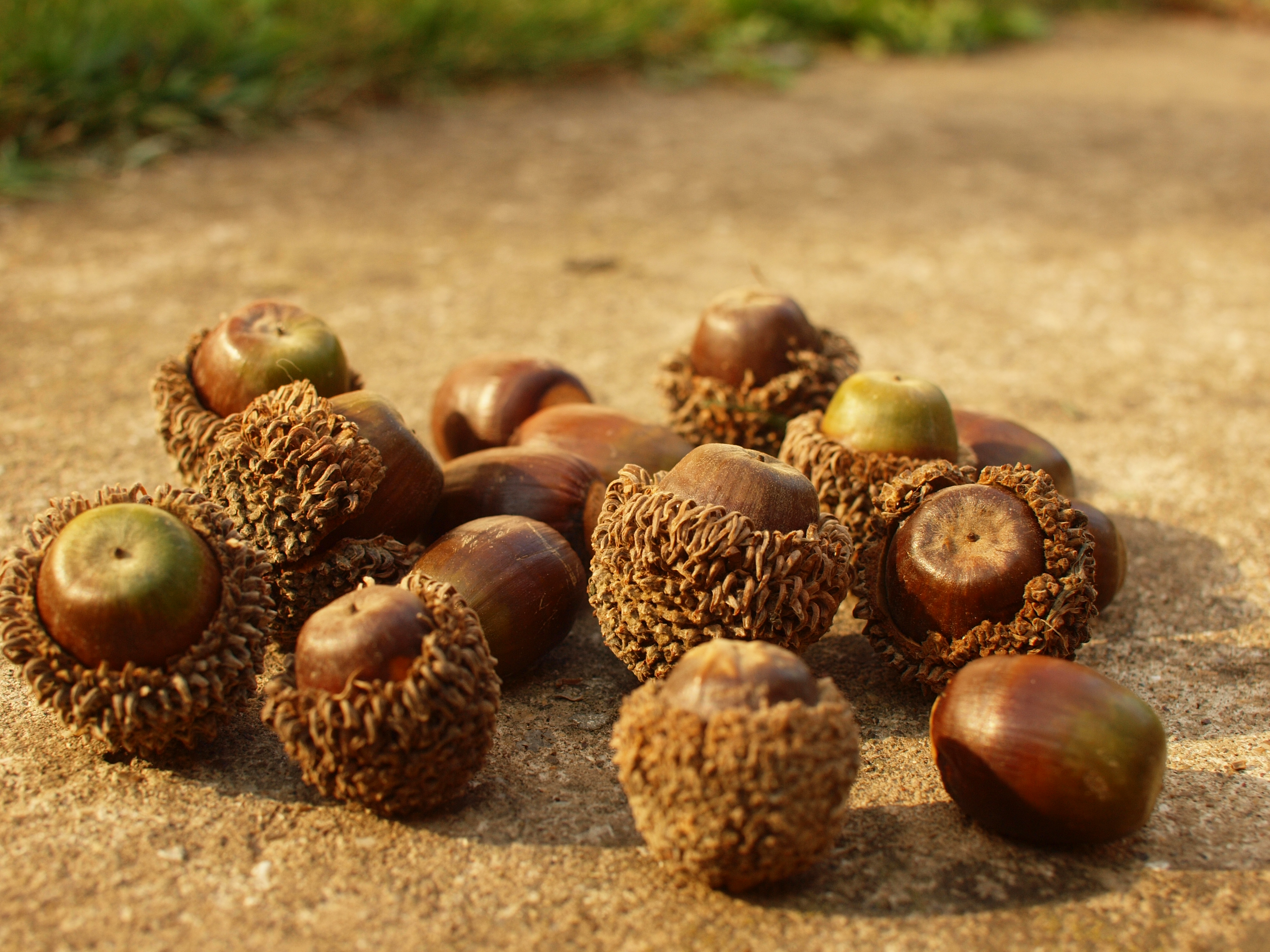
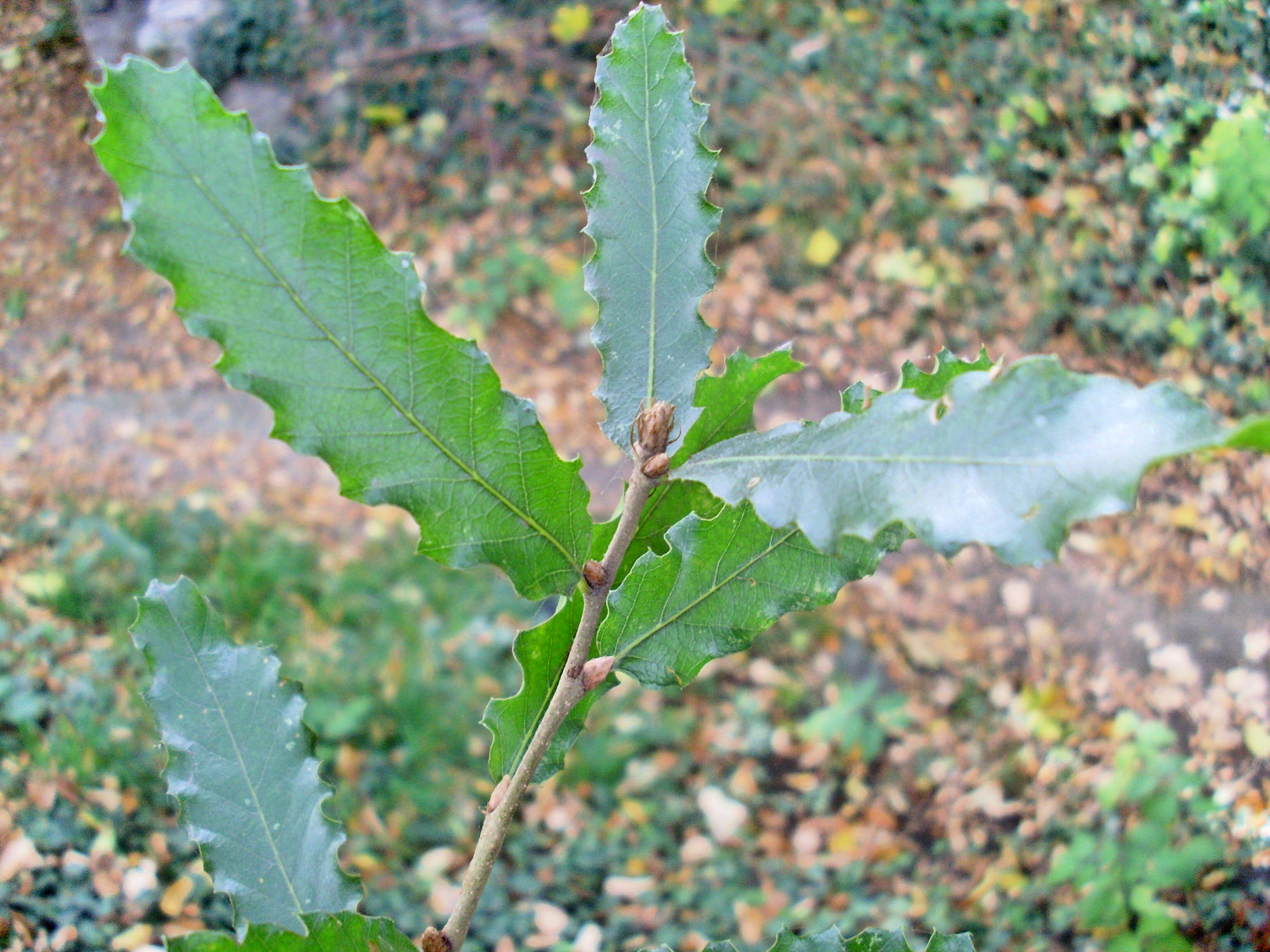
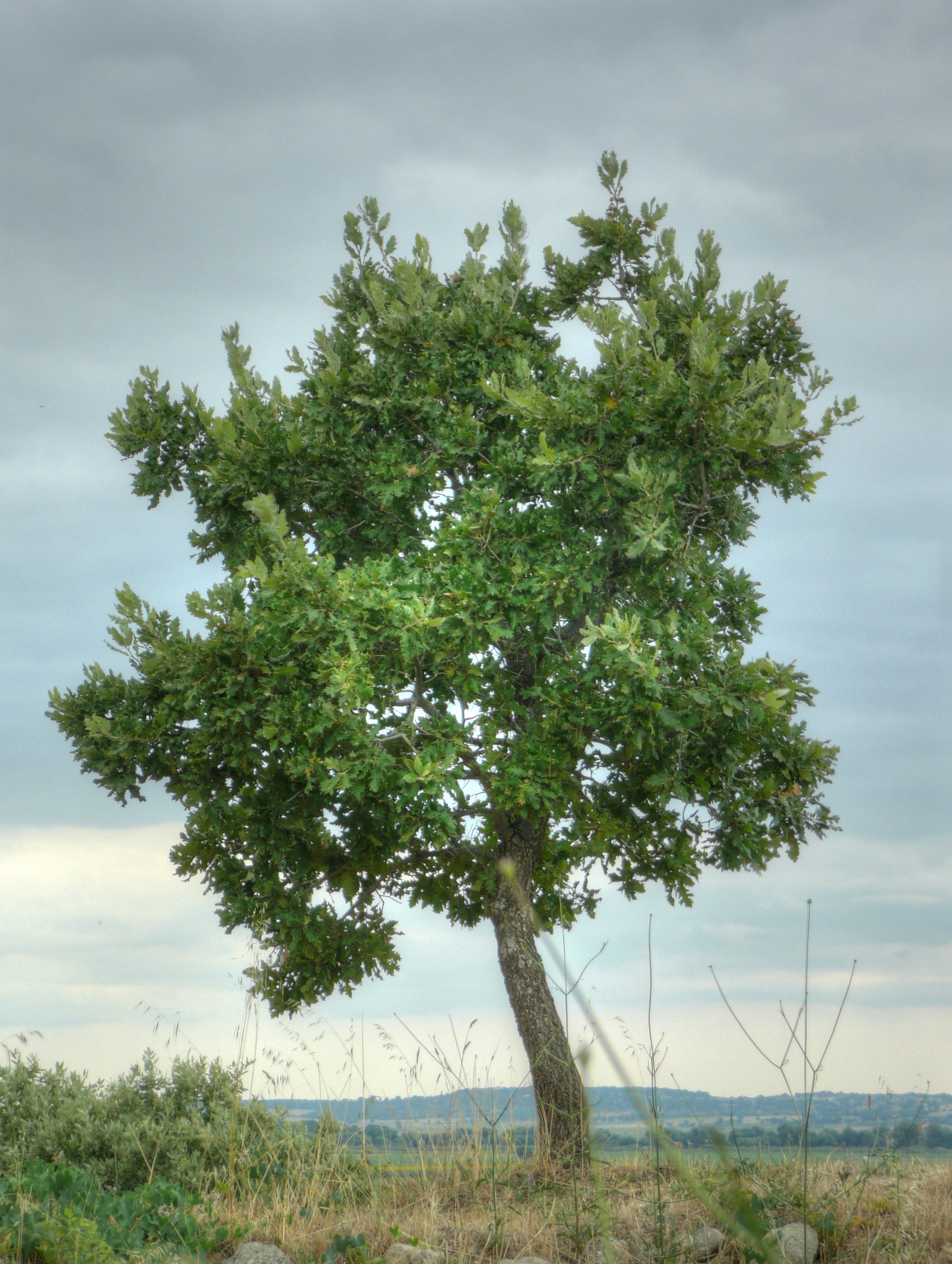
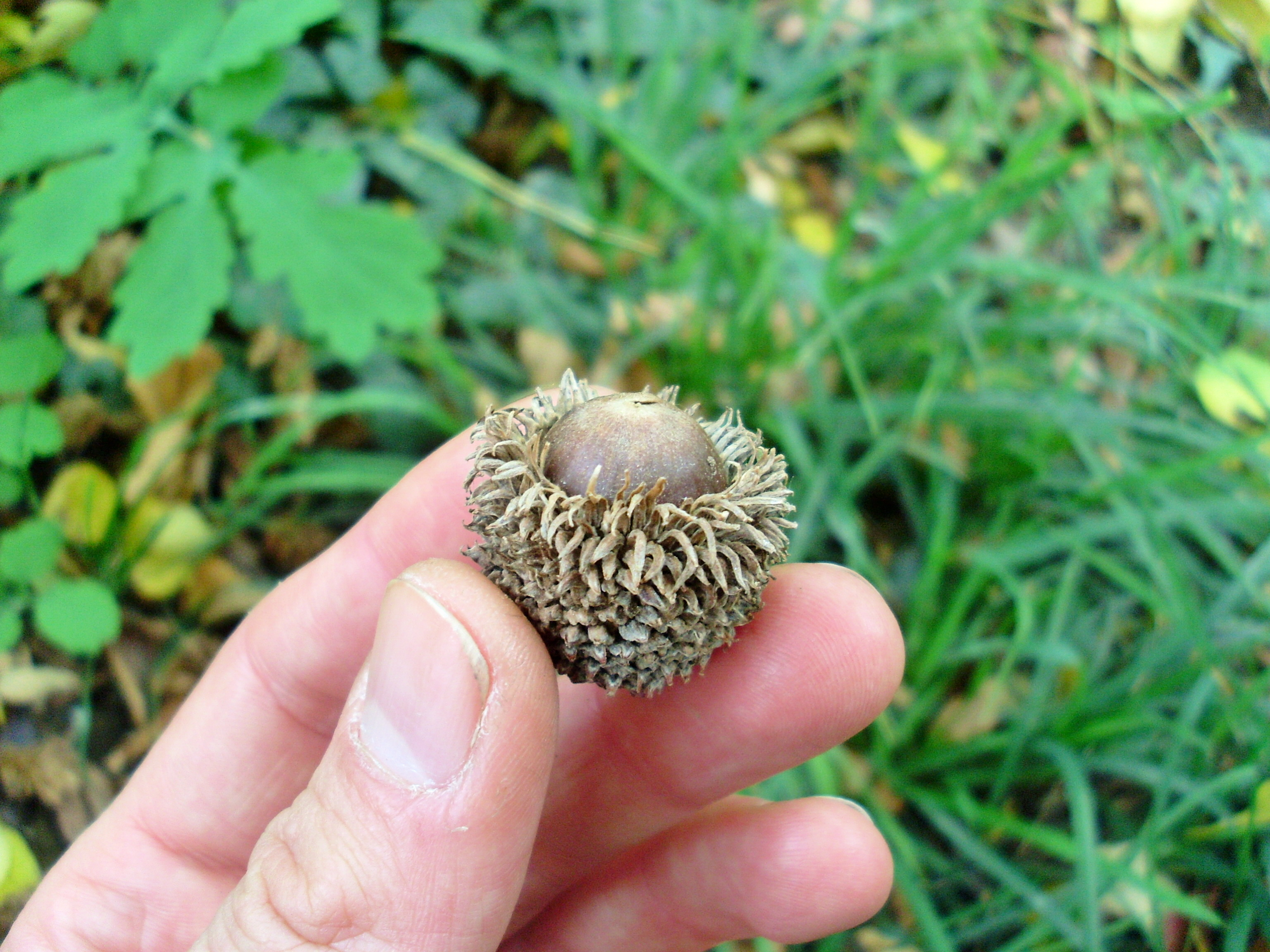